# Bilancio di genere
Il bilancio di genere è uno strumento che mira a valutare come le decisioni economiche e di bilancio influiscono in modo diverso su uomini e donne, considerando i loro ruoli nelle dinamiche familiari, sociali, economiche e politiche. L’obiettivo principale è ridurre le disuguaglianze di genere, migliorando la trasparenza e l’efficacia delle politiche pubbliche. Esso si basa sull’idea che le risorse pubbliche non siano distribuite in modo neutrale, poiché le differenze socioeconomiche tra i generi portano a effetti diversi. Esso fa parte della governance strategica di un ente pubblico, contribuendo a garantire coerenza con la domanda dei cittadini e supportando una gestione pubblica più efficace e attenta alle differenze di genere.
A livello internazionale e europeo, molte risoluzioni e strategie hanno promosso l'adozione del bilancio di genere, sottolineando l'importanza di includere la dimensione di genere in ogni fase del processo di bilancio. La strategia per la parità di genere 2020-2025 dell’Unione Europea, ad esempio, punta a integrare il genere in tutte le politiche finanziarie e di spesa.
In Italia, il bilancio di genere è stato introdotto con il decreto legislativo del 2009 e sperimentato in diversi ambiti. Con la legge di bilancio il governo si impegna a riclassificare le spese per promuovere la parità di genere. Il Ministero dell’Economia, in collaborazione con ISTAT e INPS, analizza l’impatto delle spese pubbliche sulle disuguaglianze di genere e monitora le politiche per garantire maggiore equità.
Il bilancio di genere può essere considerato un'integrazione al bilancio sociale. Mentre quest'ultimo si concentra sugli aspetti generali della responsabilità sociale d'impresa, il bilancio di genere aggiunge un’analisi specifica delle differenze di genere, con l’obiettivo di promuovere una vera parità. In questo modo, offre una prospettiva aggiuntiva che valuta l’impatto delle politiche pubbliche sulle disuguaglianze di genere.